# 拉马努杰根杰
拉马努杰根杰（Ramanujganj）是印度恰蒂斯加尔邦Surguja县的一个城镇。总人口9854（2001年）。

## 人口
该地2001年总人口9854人，其中男性5139人，女性4715人；0—6岁人口1628人，其中男839人，女789人；识字率65.49%，其中男性为73.81%，女性为56.42%。